# Joel Gretsch
Joel James Gretsch (St. Cloud, Minnesota, 20 de diciembre de 1963) es un actor estadounidense, más conocido por haber interpretado a Tom Baldwin en la serie The 4400.

## Biografía
Es hijo de Russ y Barb Gretsch, tiene dos hermanos hermana Jane y su hermano Steve Gretsch. 
Estudió arte dramático en el Guthrie Theatre, en Minneapolis. Joel se mudó a Los Ángeles en 1989.
El 5 de septiembre de 1999 se casó con la actriz Melanie Shatner, la pareja tiene dos hijas Kaya Gretsch y Willow Gretsch.

## Carrera
Comenzó su trabajo en televisión haciendo apariciones en series como Melrose Place, Friends y CSI: Miami. Ha participado en algunas películas como Minority Report y Emperor's Club.
En 2000 se unió al elenco de la película The Legend of Bagger Vance donde interpretó al golfista estadounidense Bobby Jones.
En 2003 apareció por primera vez en la popular serie NCIS donde interpretó al agente especial Stan Burley del NCIS, papel que interpretó de nuevo en 2012 durante el episodio "Playing with Fire" y en 2013 en el episodio "Squall".
En 2004 se unió al elenco principal de la serie The 4400 donde interpretó al agente del FBI Tom Baldwin hasta el final de la serie en 2007.
En 2006 apareció en la película Glass House: The Good Mother, la cual es la secuela de The Glass House estrenada en 2001. En 2007 obtuvo un papel secundario en la película National Treasure: Book of Secrets donde interpretó a Thomas Gates, el ancestro de Benjamin Franklin "Ben" Gates (Nicolas Cage).
En 2009 apareció en la película Push donde interpretó a Jonah Gant un hombre con poderes que es asesinado enfrente de su hijo Nick (Chris Evans) por el agente Henry Carver, luego de negarse a unirse a una agencia gubernamental clandestina del gobierno de los Estados Unidos.
En 2011 apareció como invitado en la serie The Playboy Club donde interpretó al abogado Jimmy Wallace.
Ese mismo año interpretó al Mayor Lucas Provo, un abogado de JAG que asiste a Mary y a Marshall durante un caso de un veterano de guerra con problemas en un episodio de la cuarta temporada de la serie In Plain Sight.
En 2013 se unió al elenco recurrente de la primera temporada de la serie Witches of East End donde interpreta a Victor, un brujo, exesposo de Joanna Beauchamp (Julia Ormond) y padre de Freya Beauchamp (Jenna Dewan-Tatum), Frederick Beauchamp (Christian Cooke) e Ingrid Beauchamp (Rachel Boston), hasta el tercer episodio de la segunda temporada luego de que Victor muriera después de ser secuestrado por los gemelos Ivar e Isis.
En noviembre de 2014 se anunció que Joel aparecería como invitado en el séptimo episodio de la segunda temporada de la serie Agents of S.H.I.E.L.D. donde dará vida a Hank Thompson.

## Filmografía

### Películas
| Año  | Título                             | Personaje        | Notas                                                                                               |
| ---- | ---------------------------------- | ---------------- | --------------------------------------------------------------------------------------------------- |
| 2014 | Zodiac                             | Neill Martin     | junto a Christopher Lloyd, Aaron Douglas, Ben Cotton, Emily Holmes, Andrea Brooks & Douglas Chapman |
| 2014 | Truck Stop                         | Mr. Sullivan     | junto a Evan Peters, Juno Temple, Kevin Alejandro, Christine Lahti & Meaghan Martin                 |
| 2013 | You Are Here                       | -                | junto a Melissa Rauch, Owen Wilson, Jenna Fischer, Zach Galifianakis, Amy Poehler & Laura Ramsey    |
| 2012 | Of Two Minds                       | Rick Clark       | junto a Kristin Davis, Tammy Blanchard, Bonnie Bartlett & Mackenzie Aladjem                         |
| 2011 | Commerce                           | Ken              | corto - junto a Annabeth Gish, Noel Fisher, Scarlet Selznick & Earl Carroll                         |
| 2009 | Saving Grace B. Jones              | Dan Jones        | junto a Michael Biehn, Tatum O'Neal, Penelope Ann Miller, Tricia Leigh Fisher & Scott Wilson        |
| 2009 | Push                               | Jonah            | junto a Djimon Hounsou, Chris Evans & Colin Ford                                                    |
| 2009 | Shrink                             | Evan             | junto a Kevin Spacey, Joe Nunez, Mark Webber, Saffron Burrows, Jack Huston & Keke Palmer            |
| 2007 | National Treasure: Book of Secrets | Thomas Gates     | junto a Nicolas Cage & Billy Unger                                                                  |
| 2006 | Glass House: The Good Mother       | Raymond Goode    | junto a Angie Harmon, Jordan Hinson, Bobby Coleman & Jason London                                   |
| 2002 | The Emperor's Club                 | Sedgewick Bill   | junto a Kevin Kline, Emile Hirsch, Embeth Davidtz, Rob Morrow, Edward Herrmann & Harris Yulin       |
| 2002 | Minority Report                    | Donald Dubin     | junto a Tom Cruise, Max von Sydow, Colin Farrell, Samantha Morton, Steve Harris & Neal McDonough    |
| 2001 | Jane Bond                          | Hombre Atractivo | corto - junto a Christina Zilber, Kaleigh Krish, James Karen & Zay Harding                          |
| 2000 | The Legend of Bagger Vance         | Bobby Jones      | junto a Will Smith, Matt Damon, Charlize Theron & Bruce McGill                                      |
| 1999 | Kate's Addiction                   | Jack             | junto a Kari Wuhrer, Farrah Forke, Matthew Porretta & Matthew Borlenghi                             |
| 1994 | Family Album                       | John             | junto a Jaclyn Smith, Michael Ontkean, Joe Flanigan, Kristin Minter & Brian Krause                  |

### Series de televisión
| Año             | Título                           | Personaje            | Notas                                          |
| --------------- | -------------------------------- | -------------------- | ---------------------------------------------- |
| 2016            | The Vampire Diaries              | Peter Maxwell        | protagonista temporada 8, serie de TV The CW   |
| 2014-presente   | Agents of S.H.I.E.L.D.           | Hank Thompson        | -                                              |
| 2013-2014       | Witches of East End              | Victor Beauchamp     | 4 episodios                                    |
| 2013            | The Client List                  | Capitán Ranger Reese | 3 episodios                                    |
| 2003, 2012-2013 | NCIS                             | Agente Stan Burley   | 3 episodios                                    |
| 2011            | The Playboy Club                 | Jimmy Wallace        | 2 episodios                                    |
| 2011            | In Plain Sight                   | Maj. Lucas Provo     | episodio "Provo-Cation"                        |
| 2009-2011       | V                                | Padre Jack Landry    | 22 episodios                                   |
| 2009            | United States of Tara            | Doctor Holden        | 2 episodios                                    |
| 2009            | Burn Notice                      | Scott Chandler       | episodio "Seek and Destroy"                    |
| 2008            | Women's Murder Club              | Pete Raynor          | 3 episodios                                    |
| 2007            | Journeyman                       | Frank Vasser         | 2 episodios                                    |
| 2004 - 2007     | The 4400                         | Tom Baldwin          | 42 episodios                                   |
| 2006            | Law & Order: Criminal Intent     | Jason Raines         | episodio "Siren Call"                          |
| 2006            | CSI: NY                          | Dr. Keith Beaumont   | episodio "Live or Let Die"                     |
| 2003            | CSI: Miami                       | John Walker          | episodio "Death Grip"                          |
| 2002            | Taken                            | Col. Owen Crawford   | 5 episodios                                    |
| 2000            | Beyond Belief: Fact or Fiction   | Dan                  | episodio "One for the Road"                    |
| 1999            | Pacific Blue                     | Mark Lewis           | episodio "Trust"                               |
| 1999            | Silk Stalkings                   | -                    | episodio "Where and When"                      |
| 1999            | JAG                              | Jefe Hodge           | episodio "Silent Service"                      |
| 1997            | Renegade                         | -                    | episodio "SWM Seeks Vctm"                      |
| 1995            | The Bold and the Beautiful       | Ramone               | 2 episodios                                    |
| 1995            | Friends                          | Bombero Ed           | episodio "The One with the Candy Hearts"       |
| 1994            | Melrose Place                    | Mitch Sheridan       | episodio "No Strings Attached"                 |
| 1994            | Saved by the Bell: The New Class | Mr. Hartley          | episodio "Tommy the Tenor"                     |
| 1993            | Married with Children            | Johnny               | episodio "It Doesn't Get Any Better Than This" |
| 1992            | Freshman Dorm                    | Hunk                 | episodio "Pilot"                               |